# Mythimna propensa
Mythimna propensa là một loài bướm đêm trong họ Noctuidae.